# Bocana manifestalis
Bocana manifestalis är en fjärilsart som beskrevs av Walker 1859. Bocana manifestalis ingår i släktet Bocana och familjen nattflyn. Inga underarter finns listade i Catalogue of Life.